# Eine wiedererweckte Gabe

Titelblatt der Broschüre Das alte Evangelium, Nr. 5, Eine wiedererweckte Gabe

Die Schrift Eine wiedererweckte Gabe wurde von Franz Eugen Schlachter 1896 als Heft Nr. 3 der Serie "Das alte Evangelium" in Biel herausgegeben. Es war die Fortsetzung der Broschüre Frohe Botschaft für die Kranken und ein Stück Kirchengeschichte der jüngeren Heiligungsbewegung. Es handelt sich um einen Vortrag über die Gabe des Glaubens, insbesondere deren Wirkung auf die Krankenheilung.
Schlachter legt seine Sicht dar und betont, ganz im Stile der damaligen Heiligungsbewegung, dass es seiner Generation wohl an Glauben gemangelt hätte. Er hielt diesen Vortrag 1896 auf der Konferenz der Evangelischen Predigerschule in Basel. Er ist abgedruckt im Correspondenzbatt der A.P.S (=Alte Prediger Schüler) der Predigerschule. Schlachter war selbst ein Absolvent dieser Predigerschule.
Der Vortrag wird vervollständigt durch neuere Berichte über die Heilungstätigkeit von Cyprian Vignes aus Vialas. Die beiden genannten Broschüren über Krankenheilung bzw. die ab 1895 laufenden Berichte Schlachters über Cyprian Vignes in seiner Zeitschrift Brosamen von des Herrn Tisch, führten zu kontroversen Diskussionen innerhalb der Evangelischen Gesellschaft des Kantons Bern.
Obwohl die Evangelische Gesellschaft und auch die Heiligungsbewegung der Krankenheilung durch den Glauben aufgeschlossen gegenüberstand, gab es doch skeptische Stimmen, die diese Berichterstattung bzw. Schlachters Haltung als überzogen empfanden. Schlachter wurde im Laufe der Jahre gemässigter in dieser Frage und ab 1905 hören die Berichte über Cyprian Vignes aus Vialas auf. Die Brosamen von Schlachter waren die einzige Zeitschrift, die in der damaligen Zeit (1896–1905) über Vignes berichteten.